# Збірна Дніпропетровська (команда КВК)
Збірна Дніпропетровська або «Днепр» — українська команда КВК, бронзові призери Вищої української ліги 2009 року, учасники Прем'єр-Ліги 2008 року, учасники Вищої російської ліги 2010—2012 рр. Брали участь у ВЛ-2012. Учасники фіналу Вищої ліги 2013 року.

## Склад команди
- Ігор Ласточкін (21 листопада 1986) — капітан.
- Юрій Карагодін (9 травня 1984)
- Юрій Ткач (9 листопада 1983)
- Анатолій Чулков (8 грудня 1982)
- Володимир Борисов (13 грудня 1982)
- Юхим Костянтиновський (27 грудня 1991)
- Станіслав Радзимовський — звукорежисер

## Культові номери
«Песенка про школу», «Чайка», «Умка», «Котенок на птичьем рынке», «Дядя Коля», «Страшилки вожатых», «Игорь и Лена».

## Найбільші досягнення
У грудні 2013 року відбувся фінал Вищої ліги КВК, де команда здобула срібні медалі, розділивши друге місце з командою «Збірна Камизяцького краю».
Також команда заявила, що цей сезон був останнім для них у КВК, і всю свою подальшу роботу буде присвячено телесеріалу «Країна У».

### «Игорь и Лена»
Вперше дану мініатюру було показано на фестивалі команд у Юрмалі 2010 року. Головним сюжетом є критика чоловіка Ігора (у ролі — Ігор Ласточкін) своєї жінки Олени (її роль виконує Володимир Борисов). Дана мініатюра у 2012—2013 роках стала найбільш вживаною у номерах команди під час участі у різних лігах КВК.
2013 року «Ігор та Олена» стали одними з головних героїв телесеріалу «Країна У».

## Фільмографія команди
- 2013–2017 — «Країна У» (Ігор Ласточкін, Володимир Борисов, Юрій Ткач, Анатолій Чулков)
- 2014–2023 — «Одного разу під Полтавою» (Юрій Ткач)
- 2014–2017 — «Казки У» (Володимир Борисов, Юрій Ткач, Ігор Ласточкін)
- 2014–2017 — «Однажды в России»(рос.) (Ігор Ласточкін)
- 2016–2020 — «Танька і Володька» (Анатолій Чулков)
- 2017–2019 — «Ігри приколів» (Ігор Ласточкін, Юрій Ткач)
- 2017–2018 — «Готель Галіція» (Ігор Ласточкін, Юрій Ткач)